# Фостер, Хелен
Хелен Фостер (англ. Helen Foster, 23 мая 1906 — 25 декабря 1982) — американская актриса.
Хелен Фостер родилась 23 мая 1906 года в городке Индепенденс, штат Канзас. Окончила школу в Канзас-Сити и пансион для девушек во Флориде.
Актёрскую карьеру начала в 1924 году, появившись в дальнейшем в более чем 40 фильмах, среди которых «Путь к краху» (1928), «Золотоискатели Бродвея» (1929), «Молодая кровь» (1932) и «Школа для девушек» (1934). В 1929 году актриса была включена в список «WAMPAS Baby Stars», как одна из наиболее перспективных начинающих кинозвёзд. В 1956 году Фостер сыграла эпизодическую роль в ленте «Вокруг света за 80 дней», которая стала последней в её карьере.
Актриса умерла 25 декабря 1982 года в Лос-Анджелесе в возрасте 76 лет.